# بيتر د. كرامر
بيتر د. كرامر (بالإنجليزية: Peter D. Kramer)‏ هو طبيب نفسي وكاتب أمريكي، ولد في 22 أكتوبر 1948.

## وصلات خارجية
- الموقع الرسمي